# Red Lodge Provincial Park
Red Lodge Provincial Park är en park i Kanada.   Den ligger i provinsen Alberta, i den centrala delen av landet, 2 900 km väster om huvudstaden Ottawa. Red Lodge Provincial Park ligger 957 meter över havet.
Terrängen runt Red Lodge Provincial Park är platt. Runt Red Lodge Provincial Park är det mycket glesbefolkat, med 5 invånare per kvadratkilometer.. Närmaste större samhälle är Bowden, 15,3 km öster om Red Lodge Provincial Park.
Trakten runt Red Lodge Provincial Park består till största delen av jordbruksmark.